# James Morrison (Sänger)

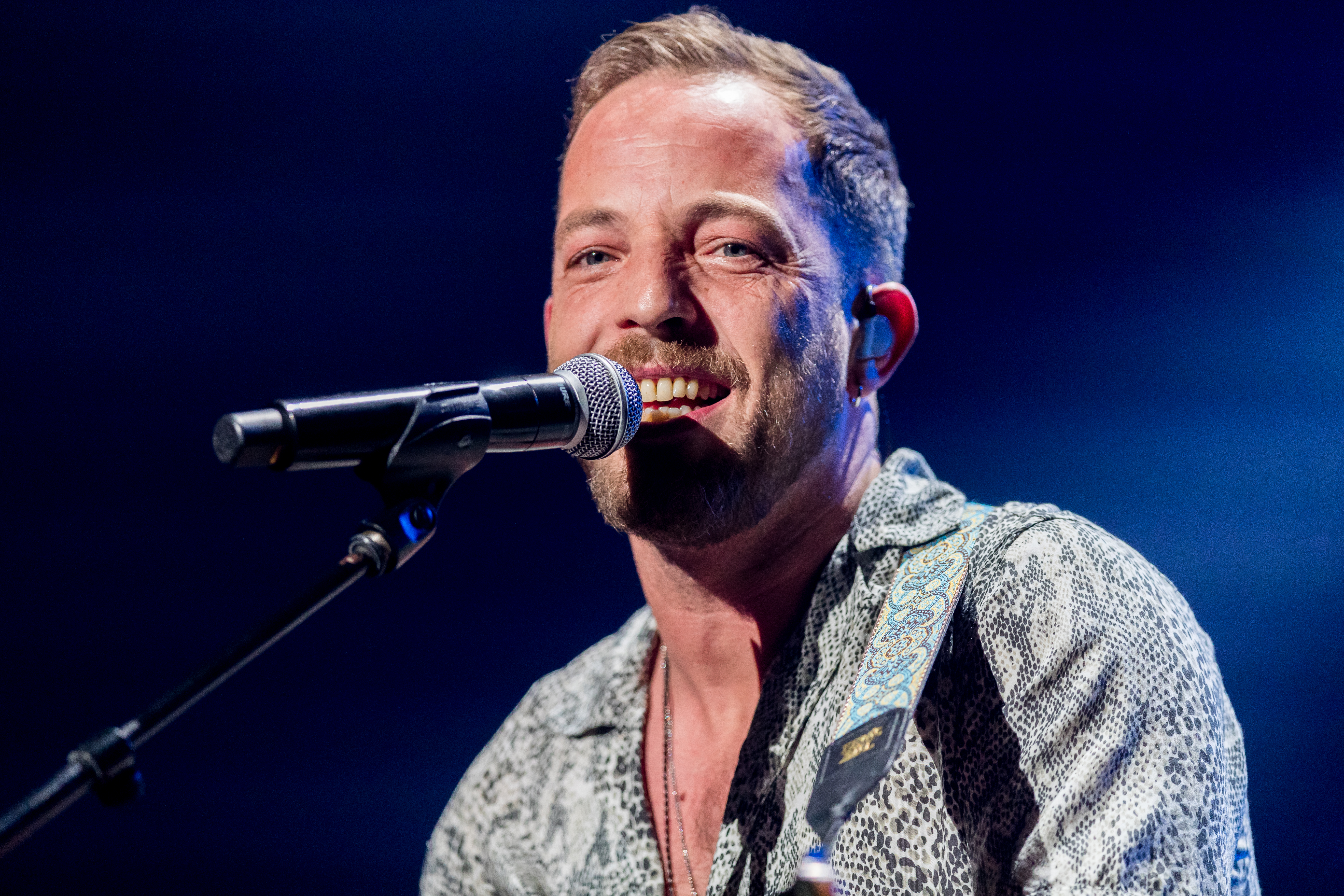
James Morrison in Mannheim bei Night of the Proms (2023)

James Morrison (* 13. August 1984 in Rugby; gebürtig James Morrison Catchpole) ist ein britischer Sänger.

## Leben
Als Baby machte Morrison eine schwere Keuchhustenerkrankung durch, an der er fast gestorben wäre. Inspiriert von einer lokalen Berühmtheit, begann Morrison im Alter von 13 Jahren Gitarre zu spielen. Sein Onkel zeigte ihm, wie man ein Blues-Riff spielt. Während er in Porth in der Nähe von Newquay (Grafschaft Cornwall) lebte, begann er Straßenmusik zu spielen. Einige Jahre lang sang er nur Songs von anderen Musikern nach, bis er schließlich eigene Songs zu schreiben begann.
Zu den einflussreichsten Sängern, die sein Leben prägten, gehörten unter anderem Otis Redding, Al Green, Cat Stevens, The Kinks und Van Morrison. Während eines Besuchs in Derby stieß Morrison auf eine Kneipe namens Ryan’s Bar, in der gerade eine Open-Mic-Nacht stattfand. In den beiden folgenden Jahren spielte er dort regelmäßig und erspielte sich eine echte Fangemeinde. Ein lokaler Gitarrist entdeckte ihn und arbeitete mit ihm an ersten Demos. Schließlich bekam er bei Polydor Records einen Vertrag.

## Persönliches
Morrison lebte mit seiner langjährigen Freundin Gill zusammen in Hangleton in Hove, East Sussex. Am 10. September 2008 kam ihre gemeinsame Tochter zur Welt. 2024 verstarb seine Frau überraschend.

## Musikkarriere

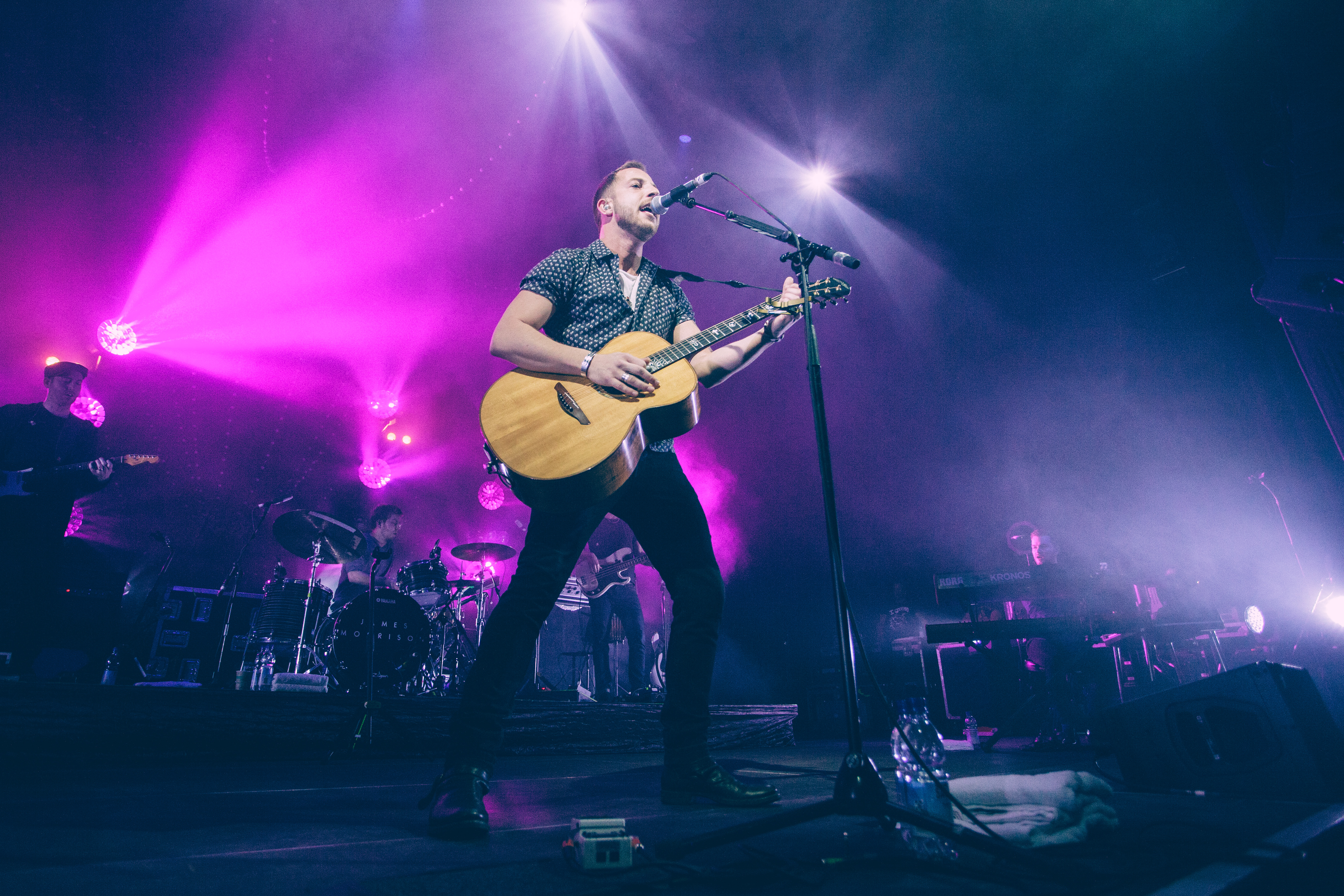
James Morrison (2016)

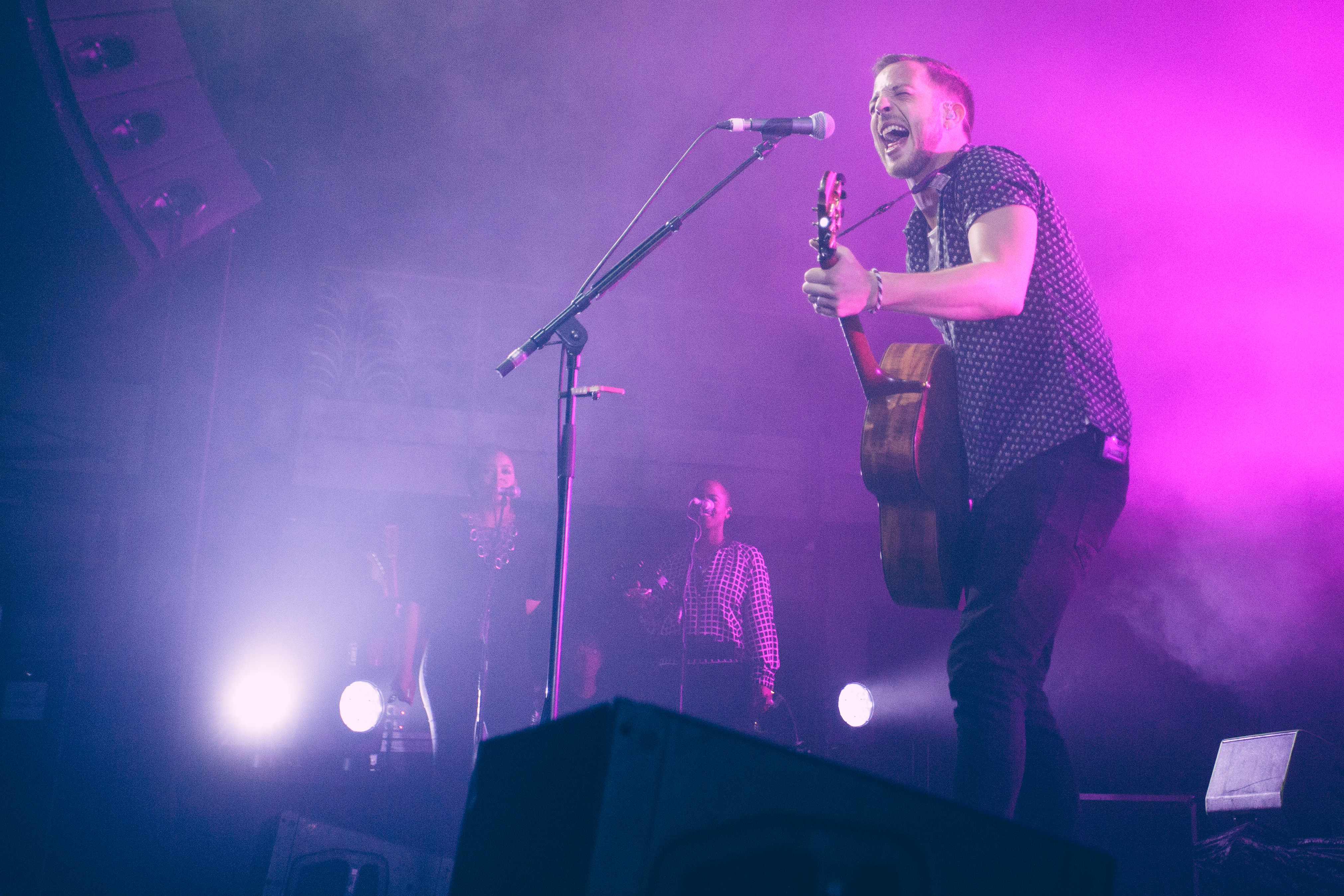
James Morrison (2016)

Für Polydor sollte Morrison zunächst die Debüt-Tour von Corinne Bailey Rae musikalisch unterstützen. Ende 2005 begann die Arbeit an seinem ersten Album Undiscovered, das am 31. Juli 2006 erschien. Es erhielt durchweg gute Kritiken und stand nach nur einer Woche an der Spitze der englischen Albumcharts. Es verkaufte sich bis zum Ende des Jahres 2006 über eine Million Mal. 
Weltweiten Erfolg errang Morrison mit seiner Debütsingle You Give Me Something, die in den Niederlanden Platz zwei und in England Platz fünf der Charts erreichte. Die zweite Singleauskopplung Wonderful World stieg ebenfalls in die englischen Top Ten ein und konnte somit an den Erfolg von You Give Me Something anknüpfen.
Im Jahr 2007 war Morrison für drei BRIT Awards nominiert. Er gewann in der Kategorie Bester britischer männlicher Solokünstler. Die anderen beiden Nominierungen waren in den Kategorien Bester britischer Breakthrough Act und Beste britische Single. Beim Concert for Diana am 1. Juli 2007 spielte er die Songs Wonderful World und You Give Me Something zu Ehren des zehnten Todestages von Prinzessin Diana.
Am 29. September 2008 erschien Morrisons zweites Album Songs for You, Truths for Me, aufgenommen in den Real World Studios von Peter Gabriel. In der Entstehungsphase arbeitete Morrison unter anderem mit dem US-amerikanischen Sänger Jason Mraz zusammen, in dessen Album We Sing. We Dance. We Steal Things. er an dem Titel Details in the Fabric mitwirkte. Bei den Texten zu seinem Album arbeitete Morrison ferner mit Ryan Tedder, Martin Terefe, Martin Brammer und Steve Robson zusammen. Außerdem unterstützte ihn Gary Barlow, mit dem er gemeinsam den Song Save Yourself schrieb.
Von Ende Oktober bis zum Jahresende 2008 tourte Morrison durch Europa.
Der Titel Broken Strings, ein Duett mit Nelly Furtado, wurde aus Morrisons zweitem Album ausgekoppelt und erreichte am 30. Januar 2009 Platz eins der deutschen Single-Charts. 
2011 erschien sein drittes Studioalbum The Awakening, das Platz 1 der britischen Charts erreichte. Die erste Singleauskopplung I Won’t Let You Go erreichte Platz 1 in Österreich. James Morrison selbst beschreibt The Awakening als sein erstes richtiges Album:

„Meine ersten beiden Alben fühlen sich heute eher wie Übungsrunden an, wie ein paar Schüsse zum Warmwerden […] und jetzt habe ich die Prüfung endlich bestanden. In gewisser Hinsicht fühlt es sich so an, als wäre diese LP mein erstes richtiges Album.“

## Diskografie

### Alben
| Jahr | Titel                         | Höchstplatzierung, Gesamtwochen, AuszeichnungChartplatzierungen (Jahr, Titel, Platzierungen, Wochen, Auszeichnungen, Anmerkungen) | Höchstplatzierung, Gesamtwochen, AuszeichnungChartplatzierungen (Jahr, Titel, Platzierungen, Wochen, Auszeichnungen, Anmerkungen) | Höchstplatzierung, Gesamtwochen, AuszeichnungChartplatzierungen (Jahr, Titel, Platzierungen, Wochen, Auszeichnungen, Anmerkungen) | Höchstplatzierung, Gesamtwochen, AuszeichnungChartplatzierungen (Jahr, Titel, Platzierungen, Wochen, Auszeichnungen, Anmerkungen) | Höchstplatzierung, Gesamtwochen, AuszeichnungChartplatzierungen (Jahr, Titel, Platzierungen, Wochen, Auszeichnungen, Anmerkungen) | Anmerkungen                              |
| Jahr | Titel                         | DE | AT | CH | UK | US | Anmerkungen                              |
| ---- | ----------------------------- | --- | --- | --- | --- | --- | ---------------------------------------- |
| 2006 | Undiscovered                  | DE13 Gold · (22 Wo.)DE | AT14 (15 Wo.)AT | CH15 Gold · (42 Wo.)CH | UK1 ×5Fünffachplatin · (97 Wo.)UK                                                                                                 | US24 (9 Wo.)US | Erstveröffentlichung: 10. Juli 2006      |
| 2008 | Songs for You, Truths for Me  | DE13 Gold · (24 Wo.)DE | AT26 (15 Wo.)AT | CH12 (55 Wo.)CH | UK3 ×3Dreifachplatin · (73 Wo.)UK                                                                                                 | US49 (6 Wo.)US | Erstveröffentlichung: 26. September 2008 |
| 2011 | The Awakening                 | DE11 Gold · (25 Wo.)DE | AT5 Gold · (25 Wo.)AT | CH1 Gold · (31 Wo.)CH | UK1 Platin · (31 Wo.)UK | US49 (2 Wo.)US | Erstveröffentlichung: 23. September 2011 |
| 2015 | Higher Than Here              | DE22 (2 Wo.)DE | AT33 (1 Wo.)AT | CH3 (8 Wo.)CH | UK7 Silber · (9 Wo.)UK | — | Erstveröffentlichung: 30. Oktober 2015   |
| 2019 | You’re Stronger Than You Know | DE37 (1 Wo.)DE | AT52 (1 Wo.)AT | CH12 (6 Wo.)CH | UK14 (4 Wo.)UK | — | Erstveröffentlichung: 8. März 2019       |
| 2022 | Greatest Hits                 | — | — | — | UK6 (1 Wo.)UK | — | Erstveröffentlichung: 11. Februar 2022   |

### Singles als Leadmusiker
| Jahr | Titel Album                                             | Höchstplatzierung, Gesamtwochen, AuszeichnungChartplatzierungen (Jahr, Titel, Album, Platzierungen, Wochen, Auszeichnungen, Anmerkungen) | Höchstplatzierung, Gesamtwochen, AuszeichnungChartplatzierungen (Jahr, Titel, Album, Platzierungen, Wochen, Auszeichnungen, Anmerkungen) | Höchstplatzierung, Gesamtwochen, AuszeichnungChartplatzierungen (Jahr, Titel, Album, Platzierungen, Wochen, Auszeichnungen, Anmerkungen) | Höchstplatzierung, Gesamtwochen, AuszeichnungChartplatzierungen (Jahr, Titel, Album, Platzierungen, Wochen, Auszeichnungen, Anmerkungen) | Höchstplatzierung, Gesamtwochen, AuszeichnungChartplatzierungen (Jahr, Titel, Album, Platzierungen, Wochen, Auszeichnungen, Anmerkungen) | Anmerkungen                                                |
| Jahr | Titel Album                                             | DE | AT | CH | UK | US | Anmerkungen                                                |
| ---- | ------------------------------------------------------- | --- | --- | --- | --- | --- | ---------------------------------------------------------- |
| 2006 | You Give Me Something Undiscovered                      | DE31 (14 Wo.)DE | AT8 (17 Wo.)AT | CH4 (37 Wo.)CH | UK5 Platin · (22 Wo.)UK | — | Erstveröffentlichung: 17. Juli 2006                        |
| 2006 | Wonderful World Undiscovered                            | DE87 (4 Wo.)DE | AT57 (7 Wo.)AT | CH35 (11 Wo.)CH | UK8 Gold · (23 Wo.)UK | — | Erstveröffentlichung: 16. Oktober 2006                     |
| 2006 | The Pieces Don’t Fit Anymore Undiscovered               | — | — | — | UK30 (8 Wo.)UK | — | Erstveröffentlichung: 18. Dezember 2006                    |
| 2007 | Undiscovered                                            | — | — | — | UK63 (6 Wo.)UK | — | Erstveröffentlichung: 12. März 2007                        |
| 2008 | You Make It Real Songs for You, Truths for Me           | DE71 (3 Wo.)DE | — | — | UK7 Gold · (12 Wo.)UK | — | Erstveröffentlichung: 22. September 2008                   |
| 2008 | Broken Strings Songs for You, Truths for Me             | DE1 Platin · (30 Wo.)DE | AT2 (19 Wo.)AT | CH1 Gold · (50 Wo.)CH | UK2 ×3Dreifachplatin · (52 Wo.)UK | — | Erstveröffentlichung: 8. Dezember 2008 feat. Nelly Furtado |
| 2009 | Please Don’t Stop the Rain Songs for You, Truths for Me | — | — | CH51 (16 Wo.)CH | UK33 (15 Wo.)UK | — | Erstveröffentlichung: 30. März 2009                        |
| 2011 | I Won’t Let You Go The Awakening                        | DE11 Gold · (33 Wo.)DE | AT1 (25 Wo.)AT | CH3 Platin · (21 Wo.)CH | UK5 Platin · (19 Wo.)UK | — | Erstveröffentlichung: 25. August 2011                      |
| 2011 | Up The Awakening                                        | DE19 (7 Wo.)DE | AT24 (3 Wo.)AT | CH37 (4 Wo.)CH | UK30 (9 Wo.)UK | — | Erstveröffentlichung: 16. November 2011 feat. Jessie J     |

Weitere Singles
- 2007: One Last Chance
- 2012: Beautiful Life
- 2015: Demons
- 2015: Stay Like This

### Singles als Gastmusiker
| Jahr | Titel Album     | Höchstplatzierung, Gesamtwochen, AuszeichnungChartplatzierungen (Jahr, Titel, Album, Platzierungen, Wochen, Auszeichnungen, Anmerkungen) | Höchstplatzierung, Gesamtwochen, AuszeichnungChartplatzierungen (Jahr, Titel, Album, Platzierungen, Wochen, Auszeichnungen, Anmerkungen) | Höchstplatzierung, Gesamtwochen, AuszeichnungChartplatzierungen (Jahr, Titel, Album, Platzierungen, Wochen, Auszeichnungen, Anmerkungen) | Höchstplatzierung, Gesamtwochen, AuszeichnungChartplatzierungen (Jahr, Titel, Album, Platzierungen, Wochen, Auszeichnungen, Anmerkungen) | Höchstplatzierung, Gesamtwochen, AuszeichnungChartplatzierungen (Jahr, Titel, Album, Platzierungen, Wochen, Auszeichnungen, Anmerkungen) | Anmerkungen                                             |
| Jahr | Titel Album     | DE | AT | CH | UK | US | Anmerkungen                                             |
| ---- | --------------- | --- | --- | --- | --- | --- | ------------------------------------------------------- |
| 2010 | Everybody Hurts | DE16 (7 Wo.)DE | AT23 (7 Wo.)AT | CH16 (2 Wo.)CH | UK1 Platin · (6 Wo.)UK | — | Erstveröffentlichung: 7. Februar 2010 mit Helping Haiti |

## Auszeichnungen für Musikverkäufe
| Goldene Schallplatte - Australien - 2012: für das Album The Awakening - Belgien - 2007: für das Album Undiscovered - Brasilien - 2024: für die Single Broken Strings - 2024: für die Single You Give Me Something - Dänemark - 2007: für die Single Wonderful World - 2023: für die Single You Make It Real - 2024: für die Single I Won’t Let You Go - Italien - 2018: für die Single Broken Strings - Japan - 2007: für das Album Undiscovered - Neuseeland - 2006: für das Album Undiscovered - 2010: für die Single You Give Me Something - Niederlande - 2010: für das Album Songs for You, Truths for Me - Spanien - 2009: für die Single Broken Strings | Platin-Schallplatte - Australien - 2015: für das Album Undiscovered - Dänemark - 2019: für das Album Songs for You, Truths for Me - 2020: für die Single Broken Strings - 2024: für die Single You Give Me Something - Europa - 2006: für das Album Undiscovered - Irland - 2006: für das Album Undiscovered - Italien - 2011: für die Single I Won’t Let You Go - Neuseeland - 2023: für die Single I Won’t Let You Go - Niederlande - 2008: für das Album Undiscovered - Schweden - 2012: für die Single I Won’t Let You Go 2× Platin-Schallplatte - Dänemark - 2017: für das Album Undiscovered - Neuseeland - 2015: für die Single Broken Strings 4× Platin-Schallplatte - Australien - 2015: für die Single I Won’t Let You Go |

Anmerkung: Auszeichnungen in Ländern aus den Charttabellen bzw. Chartboxen sind in ebendiesen zu finden.
| Land/RegionAuszeichnungen für Musikverkäufe (Land/Region, Auszeichnungen, Verkäufe, Quellen) | Silber  | Gold       | Platin       | Verkäufe    | Quellen               |
| -------------------------------------------------------------------------------------------- | ------- | ---------- | ------------ | ----------- | --------------------- |
| Australien (ARIA)                                                                            | —       | Gold1      | 5× Platin5   | 385.000     | aria.com.au           |
| Belgien (BRMA)                                                                               | —       | Gold1      | —            | 25.000      | ultratop.be           |
| Brasilien (PMB)                                                                              | —       | 2× Gold2   | —            | 60.000      | pro-musicabr.org.br   |
| Dänemark (IFPI)                                                                              | —       | 3× Gold3   | 5× Platin5   | 337.500     | ifpi.dk               |
| Deutschland (BVMI)                                                                           | —       | 4× Gold4   | Platin1      | 750.000     | musikindustrie.de     |
| Europa (IFPI)                                                                                | —       | —          | Platin1      | (1.000.000) | ifpi.org              |
| Irland (IRMA)                                                                                | —       | —          | Platin1      | 15.000      | irishcharts.ie        |
| Italien (FIMI)                                                                               | —       | Gold1      | Platin1      | 55.000      | fimi.it               |
| Japan (RIAJ)                                                                                 | —       | Gold1      | —            | 100.000     | riaj.or.jp            |
| Neuseeland (RMNZ)                                                                            | —       | 2× Gold2   | 3× Platin3   | 75.000      | radioscope.net.nz NZ2 |
| Niederlande (NVPI)                                                                           | —       | Gold1      | Platin1      | 85.000      | nvpi.nl               |
| Österreich (IFPI)                                                                            | —       | Gold1      | —            | 10.000      | ifpi.at               |
| Schweden (IFPI)                                                                              | —       | —          | Platin1      | 40.000      | sverigetopplistan.se  |
| Schweiz (IFPI)                                                                               | —       | 3× Gold3   | Platin1      | 75.000      | hitparade.ch          |
| Spanien (Promusicae)                                                                         | —       | Gold1      | —            | 20.000      | elportaldemusica.es   |
| Vereinigtes Königreich (BPI)                                                                 | Silber1 | Gold1      | 16× Platin16 | 6.560.000   | bpi.co.uk             |
| Insgesamt                                                                                    | Silber1 | 23× Gold23 | 35× Platin35 |             |                       |